# Kill Me, Heal Me
Kill Me, Heal Me (hangeul : 킬미, 힐미 ; RR : Kilmi, Hilmi) est une série télévisée sud-coréenne diffusée du 7 janvier au 12 mars 2015 sur MBC avec Ji Sung, Hwang Jung-eum, Park Seo-joon, Oh Min-seok et Kim Yoo-ri,,,,.

## Synopsis
Cha Do Huyn, héritier d'une grande entreprise, souffre de trouble dissociatif de l'identité (TDI) et partage son corps avec sept autres personnalités. Tout au long de la série, nous apprenons à les connaître, en suivant la guérison de Cha Do-Hyun, qui essaie tant bien que mal de s'adapter à la situation. Aidé par une psychiatre, Oh Ri-Jin, il va tout faire pour se réconcilier avec son passé et lever le voile sur ses souvenirs d'enfance perdus.

## Distribution

### Acteurs principaux
- Ji Sung : Cha Do-hyun
  - Lee Do-hyun : Cha Do-hyun (jeune)
- Hwang Jung-eum : Oh Ri-jin
  - Kim Amy : Oh Ri-jin (jeune)
- Park Seo-joon : Oh Ri-on
  - Kim Ye-joon : Oh Ri-on (jeune)
- Oh Min-seok : Cha Ki-joon
- Kim Yoo-ri : Han Chae-yeon

### Acteurs secondaires
- Choi Won-young : Ahn Gook, secrétaire de Do-hyun
- Ko Chang-seok : Seok Ho-pil (Dr. Schofield), le médecin de Do-hyun et le professeur de Ri-jin

Famille Seungjin
- Kim Young-ae : Seo Tae-im, la présidente du Groupe Seungjin et la grand-mère de Do-hyun
- Shim Hye-jin : Shin Hwa-ran, la mère de naissance de Do-hyun
- Ahn Nae-sang : Cha Joon-pyo, le père de Do Hyun
- Kim Il-woo : Cha Young-pyo, le président du Groupe Seungjin et le père de Ki-joon
- Kim Na-woon : Yoon Ja-kyung, la mère de Ki-joon
- Myung Se-bin : Min Seo-yeon, la mère enregistré de Do-hyun
- Kim Yong-gun : Cha Geon-ho, le premier président du Groupe Seungjin

Famille de Ri-jin et Ri-on
- Kim Hee-jung : Ji Soon-young, la mère de Ri-jin and Ri-on
- Park Jun-gyu : Oh Dae-oh, le père de Ri-jin and Ri-on

Autres
- Kim Hyeong-Beom : Choi, chef de section
- Baek Cheol-min : Alex
- Kim Hyun-joo : Baek Jin-sook, la mère de Chae-yeon
- Lee Si-eon : Park Min-jae, le chef
- Kang Bong-seong : Shin Seon-jo, docteur
- Jo Chang-Geun :  Kang In-gyu, docteur
- Choi Hyo-eun : Joo Mi-ro, infirmière
- Heo Ji-woong : l'éditeur de Omega

### Apparitions spéciales
- Jung Eun-pyo : psychiatre américain qui avait peur de Do-hyun (premier épisode)
- Kan Mi-youn : la petite amie de Shin Se-gi aux États-Unis (premier épisode)
- Woo Hyun : alcoolo-dépendants, malade mental (premier épisode)
- Koo Jun-yup : Club Paradise DJ (premier épisode)
- Kim Seul-gie : Heo Sook-hee, le patient (les épisodes 1 à 4)
- Jo Yun-ho : le motard avec la veste en cuir (les épisodes 1 à 3)
- Seo Yi-ahn : Hong Ji-sun, la date prévue de Do-hyun (épisode 7)
- LU:KUS : le groupe Rocking (épisode 8)
- Park Seul-gi : MC (épisode 8)
- J.One (LU:KUS) : J.I. (Rocking) (épisodes 11 et 12)
- Ahn Young Mi : lecteur de carte de tarot (épisode 13)
- Kwon Yuri : Ahn Yo-na (épisode final)

## Diffusion
- MBC (2015)
- TVB
- STAR Chinese Channel
- GMA Network (2016)

## Bande-originale
1. 환청 (Auditory Hallucination) - Jang Jae-in feat. NaShow - 3:29
2. Healing Love - Luna et Cho-yi (LU:KUS) - 4:11
3. 말할 수 없는 비밀 (Unspeakable Secret) - Moon Myung-jin	 - 4:26
4. 이런 기분 (This Feeling) - Lee Yoo-rim - 3:34
5. 너를 보낸다 (Letting You Go) - Park Seo-joon - 4:07
6. 제비꽃 (Violet) - Ji Sung - 3:54
7. 환청 (Inst.) (Auditory Hallucination (Inst.)) - 3:29
8. Healing Love (Inst.) - 4:11
9. 말할 수 없는 비밀 (Inst.) (Unspeakable Secret (Inst.)) - 4:26
10. 이런 기분 (Inst.) (This Feeling (Inst.)) - 3:34
11. Kill Me - 2:26
12. I Am Shin Se-gi - 3:39
13. Beyond Recollection - 3:58
14. Freak - 2:17
15. Childhood - 2:01
16. Who Are You? - 2:37
17. Driving to the Past - 3:40
18. I Am Cha Do-hyun - 2:16
19. Heal Me - 2:46

## Accueil

### Réception en Corée du Sud

#### Audiences
| Nombre d'épisodes | Date de diffusion | Part d'audience moyenne | Part d'audience moyenne     | Part d'audience moyenne | Part d'audience moyenne     |
| Nombre d'épisodes | Date de diffusion | TNmS Ratings            | TNmS Ratings                | AGB Nielsen             | AGB Nielsen                 |
| Nombre d'épisodes | Date de diffusion | Tout le pays            | Région de la capitale Séoul | Tout le pays            | Région de la capitale Séoul |
| ----------------- | ----------------- | ----------------------- | --------------------------- | ----------------------- | --------------------------- |
| 1                 | 7 janvier 2015    | 8,7 %                   | 11,1 %                      | 9,2 %                   | 10,3 %                      |
| 2                 | 8 janvier 2015    | 8.0%                    | 11,2 %                      | 8.9%                    | 9.6%                        |
| 3                 | 14 janvier 2015   | 8,5 %                   | 11,3 %                      | 10,3 %                  | 11,2 %                      |
| 4                 | 15 janvier 2015   | 8,4 %                   | 10.4%                       | 9,4 %                   | 10,8 %                      |
| 5                 | 21 janvier 2015   | 8,6 %                   | 11,3 %                      | 9,5 %                   | 10,5 %                      |
| 6                 | 22 janvier 2015   | 9,2 %                   | 12,3 %                      | 9,9 %                   | 10,9 %                      |
| 7                 | 28 janvier 2015   | 9,4 %                   | 12,0 %                      | 9,6 %                   | 10,6 %                      |
| 8                 | 29 janvier 2015   | 9,8 %                   | 12,3 %                      | 11.5%                   | 12.5%                       |
| 9                 | 4 février 2015    | 10,2 %                  | 12,5 %                      | 10,5 %                  | 11,3 %                      |
| 10                | 5 février 2015    | 10,9 %                  | 13,5 %                      | 11,0 %                  | 12,2 %                      |
| 11                | 11 février 2015   | 11,2 %                  | 14,7 %                      | 10,9 %                  | 12,0 %                      |
| 12                | 12 février 2015   | 10,2 %                  | 14,1 %                      | 11,4 %                  | 12,3 %                      |
| 13                | 18 février 2015   | 11,0 %                  | 14,1 %                      | 10,3 %                  | 11,1 %                      |
| 14                | 19 février 2015   | 10,1 %                  | 13,2 %                      | 9,4 %                   | 9.6%                        |
| 15                | 25 février 2015   | 11,2 %                  | 14,6 %                      | 10,5 %                  | 11,3 %                      |
| 16                | 26 février 2015   | 10,7 %                  | 12,8 %                      | 10,4 %                  | 11,2 %                      |
| 17                | 4 mars 2015       | 12.1%                   | 15.0%                       | 11.5%                   | 12.5%                       |
| 18                | 5 mars 2015       | 10,6 %                  | 13,0 %                      | 9,8 %                   | 11,0 %                      |
| 19                | 11 mars 2015      | 10,7 %                  | 13,4 %                      | 9,2 %                   | 10,0 %                      |
| 20                | 12 mars 2015      | 10,5 %                  | 13,1 %                      | 9,4 %                   | 10,6 %                      |
| Moyenne           | Moyenne           | 10,0 %                  | 12,8 %                      | 10,1 %                  | 11,1 %                      |

### Réception dans les pays francophones
Le drama est bien reçu dans les pays francophones, du côté des spécialistes comme des spectateurs.
Kill Me, Heal Me figure dans la sélection établie par Jessica Cohen, la créatrice du magazine K-Society, dans l'ouvrage K-dramas : 100 séries télé coréennes incontournables. Séduite par la prestation des acteurs et la bande-originale, elle salue tout particulièrement la trame : « Avec son écriture intelligente chargée d'émotions, la scénariste Jin Soo-wan [...] aborde le sujet délicat du TDI avec sérieux et légèreté ».
Dans son Guide des K-dramas : 150 recommandations de dramas asiatiques, la vidéaste Sam évoque le drama ainsi : « La série a [eu] le génie de transformer les sept personnalités du héros en sept personnages à part entière. Grâce à l'excellent jeu de l'acteur Ji Sung, les métamorphoses sont impressionnantes [...]. Kill Me, Heal Me, avec ses scènes terriblement cultes, ses gags complètement loufoques et ses personnages hauts en couleurs, a marqué toute une génération de fans [...] ».
Via son livre 101 k-dramas à voir absolument, la créatrice de contenus Kelly loue « le casting, les rebondissements [et] les personnages complexes » mais regrette un manque d'équilibre entre les moments tragiques et la comédie.
Le site spécialisé Nautiljon recense une moyenne de 9,1/10 et SensCritique une moyenne de 7,7/10.